# 제1항공여단 (미국)
제1항공여단 "황금 매"(1st Aviation Brigade "Golden Hawks")은 미국 육군의 항공여단이다.

## 역사

### 베트남 전쟁
베트남 전쟁 중인 1965년에 임시 항공여단(Aviation Brigade (Provisional))으로서 창설되었다. 당시에는 제13, 14, 52, 145항공대대가 편성되었는데, 대대는 그 해 8월에 창설된 제12항공단에 예속되었고, 임시 항공여단은 이듬해 1966년 3월에 "제1항공여단"이 되었다.
전쟁 전력으로서 베트남 공화국에 전개하였고, 여단이 가장 거대했던 1970년 6월에는 고정익 및 회전익기 1,900대와 23,000명이 제1항공여단에 모였다.
1973년 3월 24일에 인원 500명에 장비 420대로 감축되었고, 전쟁에서 철수한 뒤에는 앨라배마주 포트 러커에 배치되었다. 다음 달 4월 6일에 해산하였다. 예속 부대인 제11, 12항공단은 노스캐롤라이나주의 포트 브래그로, 제17, 164항공단은 캘리포니아주의 오클랜드 육군 터미널로 건너가 해산하였다.

### 교육훈련부대
1977년 1월 18일에 훈련부대로 재편성되어 포트 러커에서 다시 활동을 시작하였고, 2011년 2월 2일에 훈련교리사령부로 전속하여 미국 육군 항공 Coe에서 군용 헬리콥터와 무인 항공기에 관한 교육을 맡고있다.

## 산하 부대

### 현재
- 제13항공연대, 1대대
- 제13항공연대, 2대대
- 제145항공연대, 1대대

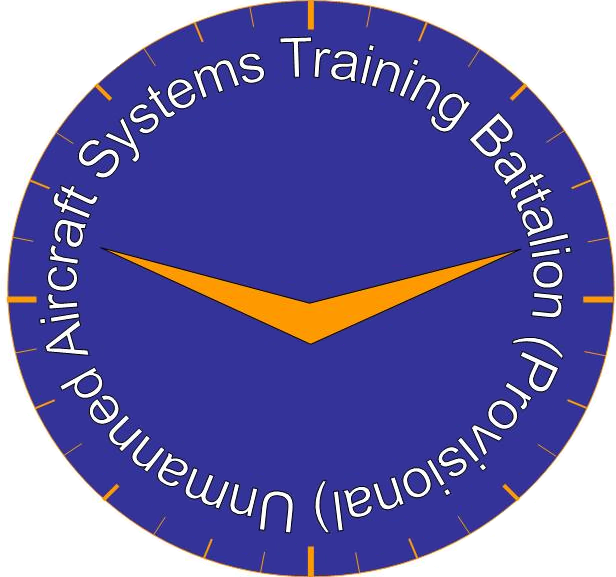
무인항공기 체계훈련대대

- 제98군악대 "실버 윙스(Silver Wings)"

### 베트남 전쟁
- 제58항공대대 (비행장 운영)
  - 제125항공중대 (항공교통관제)
  - 제16통신중대
- 제478항공중대 (중(重)형)
- 제11항공단 (제1기병사단)
  - 제212항공대대
  - 제223항공대대

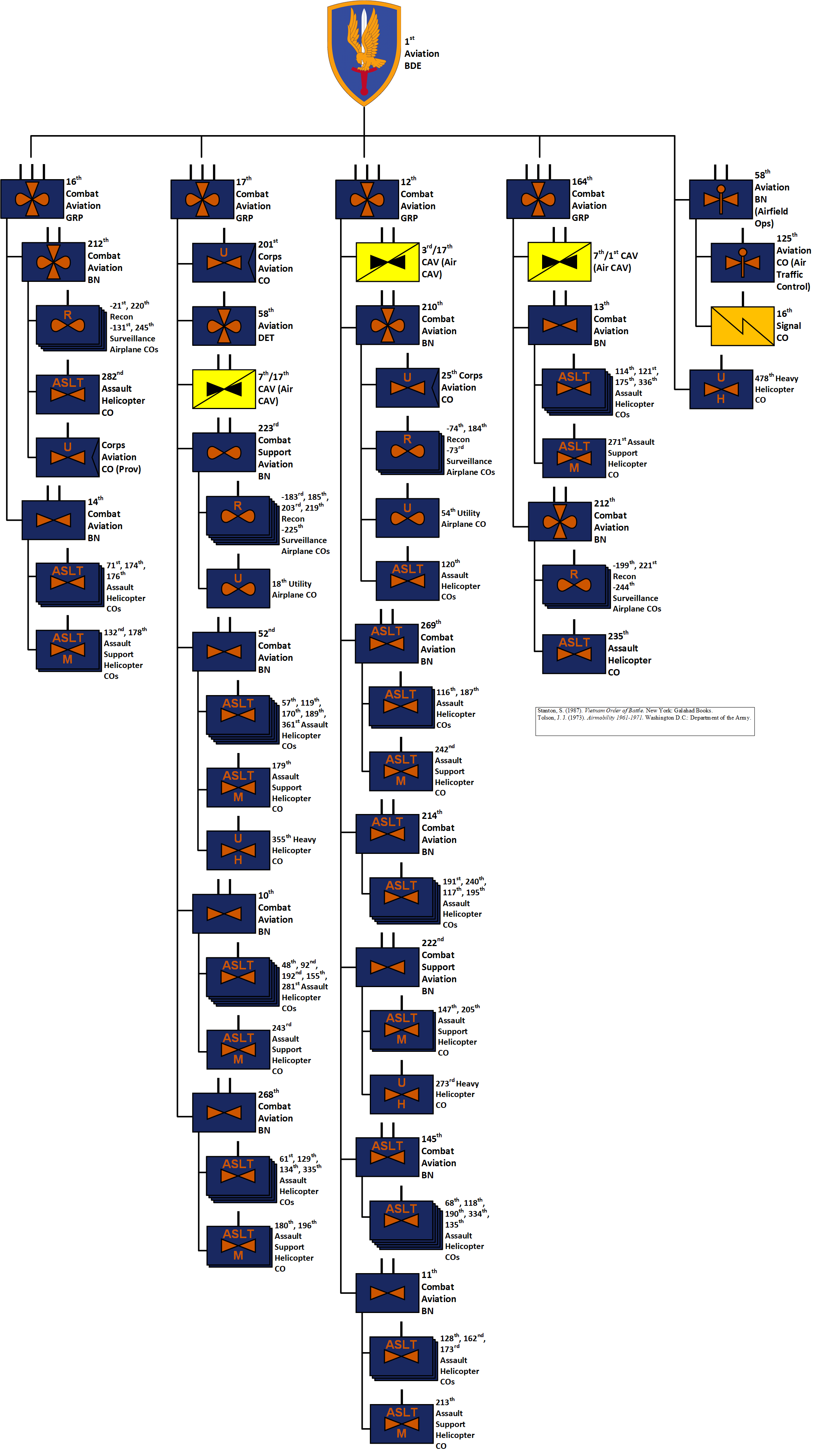
1968년 8월 1일 전투서열

- 제16항공단; 1967년 ~ 1968년
  - 제212항공대대
    - 제21, 220항공중대 (정찰)
    - 제131, 246항공중대 (감시)
    - 제282항공중대 (강습)
    - 군단항공중대 (임시)

  - 제14항공대대
    - 제71, 174항공중대 (강습)
    - 제134, 178항공중대 (강습지원)
- 제17항공단
  - 제210항공중대 (군단)
  - 제58항공분견대
  - 제17기병, 7전대 (항공기병)
  - 제223항공대대 (지원)
    - 제183, 185, 203, 219항공중대 (정찰)
    - 제225항공중대 (감시)
    - 제18항공중대 (유틸리티)
- 제12항공단
  - 제17기병, 3전대
  - 제210항공대대 (전투)
    - 제25항공중대 (군단)
    - 제74, 184항공중대 (정찰)
    - 제73항공중대 (감시)
    - 제54항공중대 (유틸리티)
    - 제120항공중대 (강습)

  - 제269항공대대 (전투)
    - 제116, 187항공중대 (강습)
    - 제242항공중대 (강습지원)

  - 제214항공대대 (전투)
    - 제191, 240, 117, 195항공중대 (강습)

  - 제222항공대대 (전투)
    - 제147, 205항공중대 (강습)
    - 제273항공중대 (중(重)형)

  - 제145항공대대 (전투)
    - 제68, 118, 190, 334, 135항공중대 (강습)

  - 제11항공대대 (전투)
    - 제128, 162, 173항공중대 (강습)
    - 제213항공중대 (강습지원)
- 제34항공단; 1971년 ~ 1972년
- 제164항공단
  - 제1기병연대, 7전대
  - 제13항공대대 (전투)
    - 제114, 121, 175, 336항공중대 (강습)
    - 제372항공중대 (강습지원)

  - 제212항공대대 (전투)
    - 제199, 221항공중대 (정찰)
    - 제244항공중대 (감시)
    - 제235항공중대 (강습)
- 제165항공단
  - 제125대대
  - 제312~366 ASD

## 기록

### 소속
1. 주월 미국 육군, 1965년
2. 훈련교리사령부, 2011년 2월 2일

### 계보
- 1966년 4월 25일, Headquarters and Headquarters Company, 1st Aviation Brigade
정규군 배정
→제1항공여단, 본부 및 본부중대

### 전역
| 스트리머    | 내역 |
| ----------- | --- |
| 베트남 전쟁 | - 반격 - 반격, 2(II)단계 - 반격, 3(III)단계 - 구정공세 반격 - 반격, 4IV)단계 - 반격, 5(V)단계 - 반격, 6(VI)단계 - 1969년 구정공세 반격 - 1969년 여름-가을 - 1970년 여름-봄 - 성소 반격 - 반격, 제7(VII)단계 - 제1(I)차 통합 - 제2(II)차 통합 - 정전 |

### 스트리머
| 스트리머                | 내역                                      | 명령서                        |
| ----------------------- | ----------------------------------------- | ----------------------------- |
| 육군 공로부대표창       | 베트남, 1969년 7월 1일 ~ 1970년 3월 31일  | 육군부 1971년 일반명령 제48호 |
| 육군 공로부대표창       | 베트남, 1970년 ~ 1971년                   |                               |
| 육군 공로부대표창       | 베트남, 1971년 5월 1일 ~ 1972년 4월 30일  | 육군부 1973년 일반명령 제32호 |
| 육군 공로부대표창       | 베트남, 1972년 5월 1일 ~ 11월 30일        | 육군부 1973년 일반명령 제32호 |
| 용맹십자장과 종려잎     | 베트남, 1966년 3월 1일 ~ 1967년 3월 26일  | 육군부 1968년 일반명령 제22호 |
| 용맹십자장과 종려잎     | 베트남, 1967년 5월 27일 ~ 1968년 5월 17일 | 육군부 1970년 일반명령 제43호 |
| 용맹십자장과 종려잎     | 베트남, 1969년 1월 1일 ~ 1970년 9월 30일  | 육군부 1974년 일반명령 제6호  |
| 용맹십자장과 종려잎     | 베트남, 1970년 10월 1일 ~ 1972년 8월 31일 | 육군부 1974년 일반명령 제6호  |
| 민간 행동 명예 훈장 1급 | 베트남, 1971년 2월 1일 ~ 1972년 12월 31일 | 육군부 1974년 일반명령 제6호  |

## 참고

### 인용
1. 1 2  “General Orders No. 32” (PDF). Washington D.C.: Departmet of The Army. 1973년 9월 24일. 6쪽. 2019년 12월 29일에 원본 문서 (PDF)에서 보존된 문서. 2019년 12월 28일에 확인함.

### 온라인
- “Headquarters, 1st Aviation Brigade (Nguy-Hiem)” (영어). 미국 육군 역사관. 2011년 5월 25일. 2015년 9월 5일에 원본 문서에서 보존된 문서. 2015년 9월 29일에 확인함.
- “1st Aviation Brigade” (영어). 문장학 연구소. 2016년 3월 4일에 원본 문서에서 보존된 문서. 2015년 9월 29일에 확인함.
- “1st Aviation Brigade” (영어). globalsecurity.org. 2015년 10월 31일에 확인함.

### 서적
- Stanton, Shelby (1981). 《Vietnam Order of Battle》. 워싱턴 D.C.: U.S. News Books. 109-123쪽. ISBN 0-89193-700-5.
- Vietnam Study Group. 《Airmobility 1961-1971》 (PDF) (영어). Center of Military History. 2016년 3월 3일에 원본 문서 (PDF)에서 보존된 문서. 2015년 12월 19일에 확인함.